# A Perfect Circle
A Perfect Circle – amerykańska supergrupa muzyczna grająca rock alternatywny, utworzona w 1999 roku przez gitarzystę Billy’ego Howerdela (choć plany tego projektu muzycznego powstały już w 1996), pracującego wcześniej jako technik przy trasach koncertowych takich grup jak m.in. Nine Inch Nails, Tool, The Smashing Pumpkins, Guns N’ Roses.

## Historia
W pierwszym składzie, oprócz Billa znaleźli się również: wokal – Maynard James Keenan (Tool), gitara – Troy van Leeuwen (ex-Failure, obecnie Queens of the Stone Age), bas – Paz Lenchantin (później Zwan), perkusja – Josh Freese (The Vandals). W tym składzie grupa nagrała pierwszy album Mer de Noms (2000).
Po odejściu basistki i gitarzysty do grupy dołączyli basista Jeordie White (Marilyn Manson) oraz James Iha (ex-Smashing Pumpkins) i powstał drugi album – Thirteenth Step (2003).
Trzeci album, eMOTIVe (2004), ujrzał światło dzienne w dniu wyborów prezydenckich. Składają się na niego głównie covery antywojennych utworów takich artystów jak m.in. John Lennon, Joni Mitchell, a w nagraniach udział wzięli wszyscy dotychczasowi członkowie zespołu oraz stale współpracujący z grupą Danny Lohner (ex-Nine Inch Nails).
W tym samym czasie grupa wydała DVD aMOTION (2004), zawierające dotychczasowe teledyski oraz wcześniej nie publikowane nagrania i remiksy.
W kwietniu (2006) Maynard James Keenan w wywiadzie dla francuskiego pisma Rock Hard powiedział o zespole: Sądzę, że to już skończona sprawa, co w praktyce oznacza zawieszenie lub zaprzestanie działalności grupy.
W 2008 roku lider grupy Billy Howerdel stworzył nowy projekt muzyczny o nazwie Ashes Divide.
We wrześniu 2010 nowym basistą grupy został Matt McJunkins (występujący także w projekcie Puscifer), wtedy także ogłoszona została pierwsza od kilku lat trasa koncertowa grupy. W październiku 2012 Josh Freese opublikował wpis na Tweeterze o treści "Po 13 latach [współpracy] postanowiłem odejść z A Perfect Circle bez planów powrotu".

## Muzycy
Obecny skład zespołu
- Maynard James Keenan – wokal prowadzący (od 1999)
- Billy Howerdel – gitara rytmiczna, gitara prowadząca, wokal wspierający (od 1999)
- Jeff Friedl – perkusja, instrumenty perkusyjne (od 2011)
- James Iha – gitara rytmiczna (2003–2004, od 2010)
- Matt McJunkins – gitara basowa (od 2010)

Byli członkowie
- Tim Alexander – perkusja, instrumenty perkusyjne (1999)
- Josh Freese – perkusja, instrumenty perkusyjne (1999-2011)
- Troy van Leeuwen – gitara rytmiczna (1999–2002)
- Jeordie White – gitara basowa (2003–2004)
- Paz Lenchantin – gitara basowa, wokal wspierający (1999–2002, 2004), pianino (2004)
- Danny Lohner – gitara rytmiczna, gitara basowa (1999–2002, 2004), inżynieria dźwięku (1999–2004)

## Dyskografia
| 2000                           | Mer de Noms - Data: 23 maja 2000 - Wydawca: Virgin Records         | 4 | 5 | 55 | 81 | 32 | 54 | –  | 55 | –  | - USA: platyna |
| 2003                           | Thirteenth Step - Data: 16 września 2003 - Wydawca: Virgin Records | 2 | 1 | 11 | 17 | 7  | 17 | 41 | 37 | 22 | - USA: platyna |
| 2004                           | eMOTIVe - Data: 1 listopada 2004 - Wydawca: Virgin Records         | 2 | 5 | 33 | 46 | 18 | –  | 61 | 80 | –  | - USA: złoto   |
| 2018                           | Eat the Elephant - Data: 20 kwietnia 2018 - Wydawca: BMG           | 3 | 3 | 2  | 12 | 8  | 18 | 38 | 12 | 14 |                |
| „–” pozycja nie była notowana. |                                                                    |   |   |    |    |    |    |    |    |    |                |

## Wideografia
| Rok  | Tytuł                                                       | Pozycja na liście | Certyfikat     |
| Rok  | Tytuł                                                       | USA               | Certyfikat     |
| ---- | ----------------------------------------------------------- | ----------------- | -------------- |
| 2004 | aMOTION - Data: 16 listopada 2004 - Wydawca: Virgin Records | 57                | - USA: platyna |